# Hiparí (pare de Dió)
Hipparí (en llatí Hipparinus, en grec antic Ἱππαρῖνος) fou un siracusà pare de Dió de Siracusa. Aristòtil l'esmenta com un home de gran fortuna personal i un dels principals ciutadans de Siracusa, que, després d'haver malgastat els seus diners, va donar suport a Dionís el Vell per assolir el poder.
Segons Plutarc va ser associat a Dionís al comandament, i van exercir com a autocràtors, probablement el 406 aC o 405 aC, encara que sembla que l'exercici del poder només corresponia a Dionís. Aviat va desaparèixer de la història però segurament va continuar exercint altes funcions perquè la seva filla Aristòmaca es va casar amb Dionís i el seu fill Dió exercí també alts càrrecs en el govern de Dionís.